# Patrick James Zurek
Patrick James Zurek (* 17. srpna 1948, Sealy) je americký katolický duchovní a biskup diecéze Amarillo.

## Stručný životopis
Je nejmladší ze tří dětí Arnolda a Victorie Zurekových. Po základní a střední škole studoval na Univerzitě Svatého Tomáše v Houstonu, kde získal bakalářský titul z matematických věd. Poté vstoupil do Semináře Svaté Marie v Houstonu a navštěvoval Papežskou severoamerickou vysokou školu v Římě. Také získal titul bakaláře z teologie na Papežské univerzitě Svatého Tomáše (Řím) a licenciát z teologie v oboru Morální teologie na Akademii Alfonsianum. Na kněze byl vysvěcen 29. června 1975 papežem Pavlem VI.
Dne 5. ledna 1998 byl papežem Janem Pavlem II. jmenován pomocným biskupem arcidiecéze San Antonio a titulárním biskupem thamugadským. Biskupské svěcení přijal 16. února 1998 z rukou Patricka Fernándeze Florese, a spolusvětiteli byli Edmond Carmody a John Edward McCarthy.
Funkci pomocného biskupa vykonával do 3. ledna 2008, kdy byl ustanoven diecézním biskupem Amarilla.
Je předsedou Asociace českých amerických kněží.